# Huisseau-sur-Cosson
Huisseau-sur-Cosson är en kommun i departementet Loir-et-Cher i regionen Centre-Val de Loire i de centrala delarna av Frankrike. Kommunen ligger i kantonen Bracieux som tillhör arrondissementet Blois. År 2022 hade Huisseau-sur-Cosson 2 293 invånare.

## Befolkningsutveckling
Antalet invånare i kommunen Huisseau-sur-Cosson
| Referens: INSEE |